# Tolga Station
Tolga Station (Tolga stasjon) er en jernbanestation på Rørosbanen, der ligger ved byområdet Tolga i Tolga kommune i Norge. Stationen består af nogle få spor, to perroner, en stationsbygning med ventesal og et pakhus, der ligesom stationsbygningen er opført i træ. Desuden er der en lille parkeringsplads, busstoppested og en portalkran.
Stationen åbnede 17. oktober 1877 sammen med den sidste del af banen mellem Koppang og Røros. Oprindeligt hed den Tolgen, men den skiftede navn til Tolga 1. juni 1919. Den blev gjort fjernstyret og ubemandet 15. december 1994. Stationen blev moderniseret med ny perron og udendomsarealer i 2010.
Stationsbygningen, der er i schweizerstil, blev opført til åbningen i 1877 efter tegninger af Peter Andreas Blix.